# Plaza de George Orwell
La plaza de George Orwell (oficialmente en catalán: plaça de George Orwell) está ubicada en el barrio Gótico de Barcelona (España).

## Toponimia
Durante los seis primeros años de existencia la plaza no tuvo nombre oficial, por lo que popularmente se la conoció como plaza del Tripi, en referencia al monumento surrealista que la preside, obra de Leandre Cristòfol, y al trapicheo habitual en la zona.
En 1996 el Ayuntamiento acordó dar a la plaza el nombre de George Orwell, seudónimo de Eric Arthur Blair. El escritor británico residió en Barcelona entre 1936 y 1937, donde se hizo militante del POUM, llegando a combatir en el frente con el bando republicano. Posteriormente recogió estas vivencias en la obra Homenaje a Cataluña, que retrata especialmente escenarios de La Rambla y su entorno, por lo que el Ayuntamiento eligió un espacio cercano, en el propio distrito de Ciutat Vella, para rendirle tributo.
Pese al nombre oficial, hoy en día el apelativo popular se mantiene vigente.

## Historia
La creación de esta plaza se enmarcada en una política municipal para esponjar el denso distrito de Ciutat Vella, iniciada en los años 1980. La plaza surgió del derribo de una manzana de viviendas, en el triángulo delimitado por las calles Escudellers, N'Arai y Arenes. Los trabajos se iniciaron en 1989 y terminaron a principios de 1990. Siguiendo la política municipal de la época, el espacio fue urbanizado como plaza dura, pavimentada con losas de granito, con poco arbolado y sin bancos. El ligero desnivel del solar se compensó con escalones en los laterales de las calles Escudellers y N'Arai. La urbanización del espacio se completó un año después, con la que colocación de un monumento surrealista de Leandre Cristòfol, conocido popularmente como el tripi, inaugurado el 23 de septiembre de 1991, en el marco de las Fiestas de la Merced. La plaza permaneció sin nombre hasta el 5 de marzo de 1996, cuando fue oficialmente bautizada en recuerdo al escritor George Orwell.
Situada en plena zona de ocio nocturno del Barrio Gótico de Barcelona, la plaza se convirtió desde su nacimiento en un foco de conflicto permanente, motivando persistentes quejas vecinales por la suciedad, el ruido, la indigencia y la venta y consumo ilegal de alcohol y drogas, entre otros actos incívicos. Un artículo de El Periódico de Catalunya resumía la degradación del espacio de este modo:

El desnivel con escalones ha sido una pesadilla para el vecindario, al ejercer de grada y punto de encuentro, no solo para excesos juveniles vinculados al botellón, sino también para que se instalaran grupos de nómadas que pasaban allí la noche. Las peleas, la droga y la suciedad han sido una constante en la zona (...) la escultura central de Leandre Cristòfol, más de una vez ha ejercido de urinario, pese a que a solo unos metros se levantó un váter público que nunca ha servido para su misión original.

Para combatir el incivismo y la inseguridad, en 2001 la plaza Orwell se convirtió en el primer espacio público de la ciudad controlado por cámaras de videovigilancia municipales, una práctica que posteriormente el Ayuntamiento extendió a otros puntos conflictivos del centro de la capital.
La medida, sin embargo, fue insuficiente. En 2009 un informe municipal situaba la plaza Orwell entre los tres puntos más conflictivos de Ciutat Vella. En 2011, una década después de la instalación de la videovigilancia, el consistorio llevó a cabo una reurbanización del espacio para paliar su degradación. La reforma se centró en la eliminación de los escalones -que actúaban también como barrera arquitectónica- y del váter público. Se renovó la iluminación, el arbolado y se habilitó una zona de juegos infantiles, para fomentar el uso familiar de la plaza.

## Monumentde Leandre Cristòfol

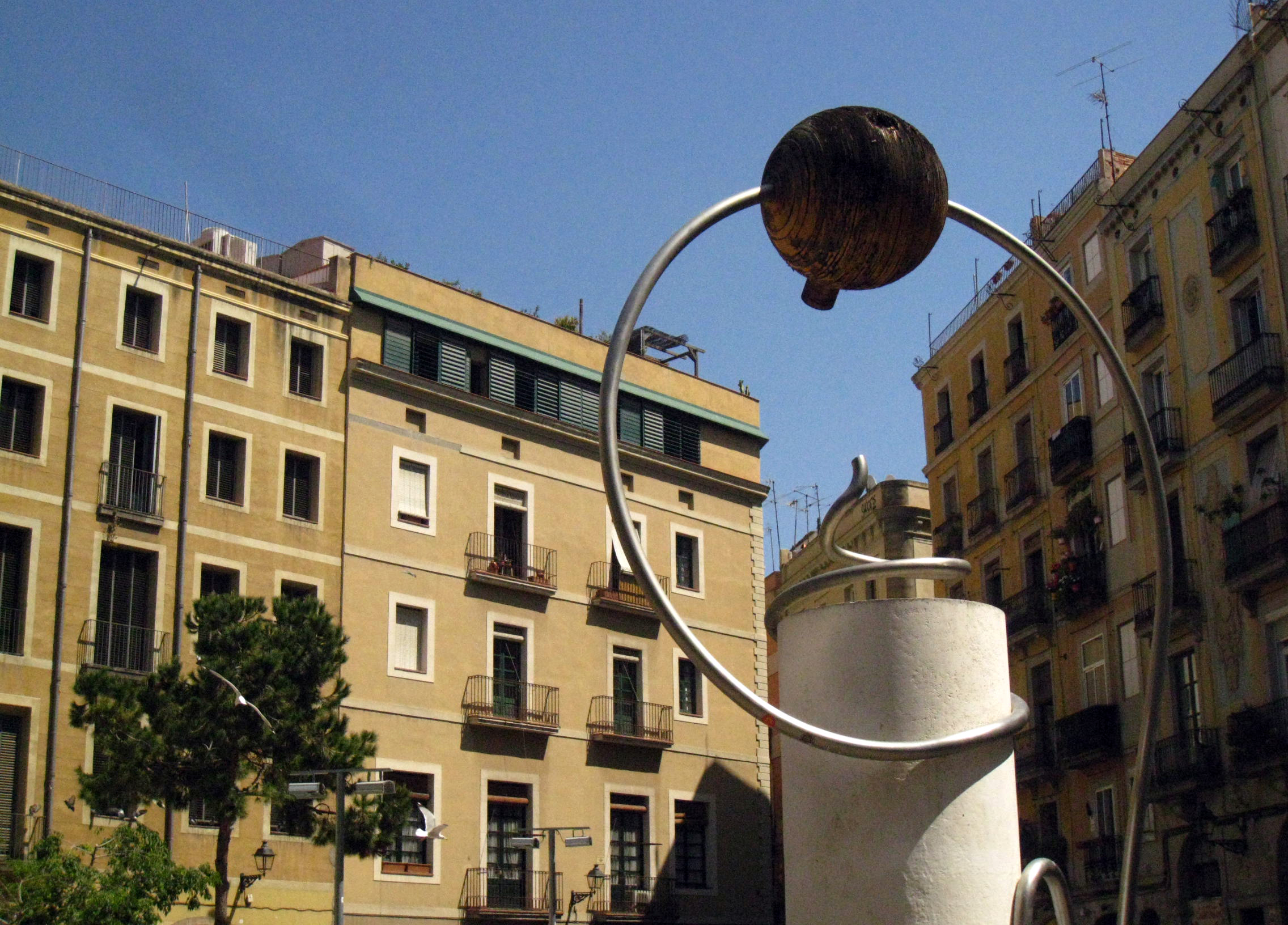
La obra surrealista de Cristòfol

En el centro de la plaza se ubica una reproducción a gran escala de una obra surrealista de Leandre Cristòfol. Lleva el título genérico de Monument, aunque popularmente ha sido conocida como el tripi. La obra original, de 80 centímetros, fue realizada por el artista ilerdense en 1935 y se conserva en el Museo Nacional de Arte de Cataluña (MNAC). La réplica, de 8 metros de altura, está realizada con hormigón armado blanco, tubo de acero y madera, y fue instalada en 1991. Según el crítico de arte Francesc Miralles, la temática de la obra es la mujer y el sexo, destacando el pecho que se eleva de manera aérea.